# Claudio Capéo
Pour son premier album, voir Claudio Capéo (album).
 Claudio Capéo, de son nom de naissance Claudio Ruccolo, est un chanteur et accordéoniste franco-italien, né le 10 janvier 1985 à Mulhouse (Haut-Rhin).
Il s'est fait connaître du grand public en participant à la saison 5 de The Voice : La Plus Belle Voix en 2016. Son premier album, Claudio Capéo, se classe numéro un des ventes en France cinq semaines de suite en août 2016. Le single Un homme debout, dont le clip a été tourné place Bellecour à Lyon, est au cœur du succès de cet album.

## Biographie

### Jeunesse
Claudio Ruccolo nait le 10 janvier 1985 à Mulhouse (Haut-Rhin).
Sa famille est d'origine italienne ; petit, celui-ci passe tous ses étés en Molise, à Bonefro, le village de son père. Il apprend l'accordéon dès l'âge de six ans ; le chant viendra plus tard. Toujours très soutenu par ses parents, il enchaîne les concours d'accordéon à travers l’Europe.
À seize ans, il rejoint un groupe de metal mais quelque temps plus tard, celui-ci s'essouffle et Claudio Capéo retourne à son premier amour. Il intègre alors, pendant deux ans, un groupe de jazz africain. En parallèle, il devient menuisier décorateur, un métier qu'il exerce pendant sept ans après avoir passé un certificat d'aptitude professionnelle (CAP) et un brevet d'études professionnelles (BEP). Toujours accompagné de son accordéon, c'est grâce à un collègue et ami qu'il se met à chanter et forme en 2008, le groupe Claudio Capéo, alors qu'il est toujours menuisier. Avec son groupe, il sort deux albums et se produit à travers la France et l'Europe, notamment au Printemps de Bourges, où quelqu'un lui conseille de participer à The Voice.
Il devient ensuite machiniste itinérant pendant trois ans.

### The Voice
En 2016, Claudio Capéo participe à la saison 5 de The Voice : La Plus Belle Voix, sans son accordéon et en solo, afin d'avoir un avis professionnel sur sa voix. Il est sélectionné dans l'équipe de Florent Pagny après son interprétation de Chez Laurette de Michel Delpech. Il est ensuite éliminé au stade des battles contre Laurent-Pierre Lecordier en chantant Mathilde de Jacques Brel.

### Chanteur professionnel

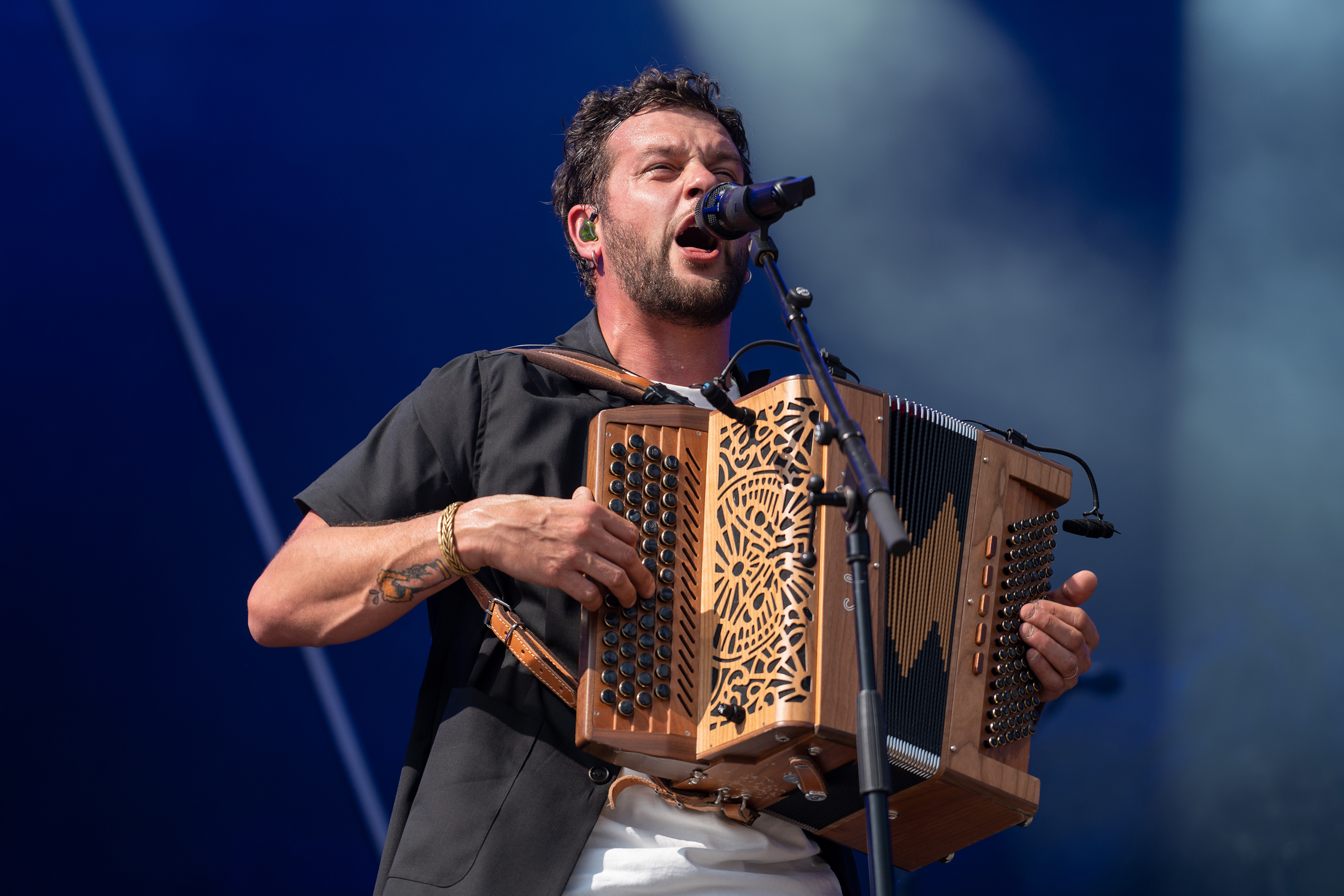
Claudio Capéo au Festival Papillons de nuit 2023.

Après l'émission The Voice, Claudio Capéo est contacté par Sébastien Saussez, directeur du label Jo&Co, et sort son album Claudio Capéo en août 2016,. Son album reste cinq semaines en tête des ventes en France et est certifié disque de platine. Il atteint plus de 300 000 exemplaires vendus au début de l'année 2017.
Il décrit son style musical comme relevant de la chanson française urbaine, de la chanson de rue, puisque lui et son groupe ont commencé en jouant dans les bistrots et sur les trottoirs. En spectacle, Claudio Capéo et ses musiciens dégagent une énergie où l'on peut déceler l'influence du groupe de metal qu'ils étaient à l'origine.
Après Claudio Capéo, le chanteur et son groupe se lancent dans une tournée fin 2016. L'album est nommé dans la catégorie « Album révélation » aux Victoires de la musique 2017. Il est décrit comme possédant des accents gitans et la verve festive, et se retrouve en compétition avec Au cœur de moi d'Amir et Les Conquêtes du groupe Radio Elvis.
L'album atteint la douzième place dans le classement du Syndicat national de l'édition phonographique (SNEP) des meilleures ventes d'albums en France pour l'année 2016. Durant l'été 2017, soit un an après sa sortie, l'album dépasse les 400 000 ventes. Puis en 2018, il atteint les 800 000 ventes,. Selon le SNEP, Claudio Capéo est le troisième artiste le plus diffusé sur les ondes françaises depuis le 1er janvier 2017, juste derrière Ed Sheeran et Julien Doré.
Le 9 février 2018 Claudio Capéo sort le clip Un peu de rêve, en collaboration avec Vitaa pour son dernier album J4M. Le 14 septembre 2018, il sort le single Ta main, premier extrait de son deuxième album, Tant que rien ne m'arrête, qui sort le 7 décembre 2018. Ta main se veut à la fois fédérateur et festif. Il est certifié double disque de platine, avec plus de 200 000 ventes, en août 2020.
En janvier 2019, il rejoint la troupe des Enfoirés.
Le 11 septembre 2020, il présente sur la scène du théâtre antique d'Orange une nouvelle chanson en langue italienne, E penso a te, invité à participer à l'émission de télévision Musiques en fête diffusée en direct, seul événement à avoir été maintenu cette année-là (en le reportant de juin à septembre) des Chorégies.
Le 27 novembre 2020 paraît l'album Penso a te. Le nom de l'album fait référence à ses origines italiennes sur lequel il reprend des standards.
En 2024, il participe en tant que coach à la 10e saison de The Voice Kids

## Sport automobile
Passionné de sport automobile, Claudio Capéo est invité à participer au Trophée Andros électrique par l'organisateur Max Mamers.
Lors de la Super Finale au Stade de France le 9 février 2019, il court sur une Andros Car et en profite pour chanter en direct devant les 50 000 spectateurs.
Il remporte deux fois l'épreuve réservée aux invités en 2020 et 2021 (à Lans-en-Vercors).
Il participe également à des courses de Fun Cup[Quoi ?][réf. nécessaire].
En 2025, il participe également au rallye vosges grand est.

## Discographie

### EP
- 2015 : Mr Jack

### Singles
- 2011 : Charlotte
- 2016 : Un homme debout
- 2016 : Ça va ça va
- 2017 : Riche
- 2017 : Prendre un enfant par la main (avec Kids United)
- 2017 : Dis-le moi
- 2018 : Un peu de rêve (avec Vitaa)
- 2018 : Ta main
- 2018 : Que dieu me pardonne (avec Kendji Girac)
- 2019 : Plus haut
- 2019 : Ma jolie
- 2020 : L'Hymne de nos campagnes (XXV) et L'Hymne de nos campagnes’20 (avec Tryo, Bigflo et Oli, Gauvain Sers, Boulevard des Airs, LEJ, Vianney et Zaz)
- 2020 : C'est une chanson
- 2020 : E penso a te
- 2021 : Senza una donna (ft. Davide Esposito)
- 2021 : J't'emmènerai (con me)
- 2021 : Mamma
- 2022 : Laisse aller
- 2022 : Chez toi (avec Slimane)
- 2022 : Si j’avais su
- 2022 : Tour de France
- 2024 : T'en aller

### Participations
- - 2017 : album Chante la vie chante (Love Michel Fugain)
- 2019 : reprise de Ces gens-là de Jacques Brel sur Brel - Ces gens-là
- 2020 : L'Hymne de nos campagnes 2019 (single) et L'Hymne de nos campagnes (XXV) avec Bigflo et Oli, Gauvain Sers, Sylvain Duthu (Boulevard des Airs), LEJ, Vianney et Zaz (sur l'album XXV de Tryo)
- 2022 : Chez toi (sur l'album Chroniques d'un cupidon de Slimane)
- 2022 : Serre-moi, sur l'album live Tout au Tour de Tryo, lors du concert anniversaire des Modèle:Nor du groupe enregistré à Bercy
- 2024 : C’est comme ça (sur l'album Gamin des sables de Jérémy Frérot)